# Уртаул
Уртаул (баш. Уртауыл) — деревня в Краснокамском районе Республики Башкортостан Российской Федерации. Входит в состав Новоянзигитовского сельсовета. 

## География

### Географическое положение
Расстояние до:
- районного центра (Николо-Берёзовка): 50 км,
- центра сельсовета (Старая Мушта): 3 км,
- ближайшей ж/д станции (Нефтекамск): 43 км.

## Население
| 2002 | 2009 | 2010 |
| ---- | ---- | ---- |
| 575  | ↘21  | ↘14  |

Население на 2024 год, 1 человек
Национальный состав
Согласно переписи 2002 года, преобладающие национальности —  башкиры (68 %), татары (28 %).